# 주헤이르 다우아디
주헤이르 다우아디(아랍어: زهير الذوادي, Zouhaier Dhaouadi, 1988년 1월 1일, 튀니지 카이르완 ~)는 클뢰브 아프리캥에서 뛰는 튀니지의 축구 선수이다.

## 클럽 경력
그는 2006년 7월에 JS 카이르완에서 클럽 아프리칸으로 이적하였고, 2012년까지 뛰었다. 2012년 7월 12일, 다우아디는 리그 앙 팀 에비앙과 3년 계약을 맺었다.
다우아디는 튀니지 축구 국가대표팀에서 33경기를 출전하였고, 2010년 아프리카 네이션스컵에도 참가했었다.